# Peter Beyer
Peter Beyer (*1949) je kanadský sociolog náboženství. Zabývá se problematikou náboženství v globalizované společnosti a náboženskou diverzitou.

## Život a kariéra
Peter Beyer vystudoval teologii a religionistiku na University of Toronto. Doktorský titul získal v roce 1981 na University of St. Michel's College. V následujících letech působil jako asistent a posléze profesor na University of Toronto a University of Ottawa, kde je v současné době emeritním profesorem. Mezi lety 2006 a 2008 byl prezidentem Canadian Society for the Study of Religion a v letech 2013-2017 pak prezidentem International Society for the Sociology of Religion.

## Dílo
V počátcích své vědecké dráhy a ve své dizertaci se Beyer zabýval francouzsko-kanadským katolicismem 18. a 19. století. Od poloviny 80. let se věnuje vztahu mezi náboženstvím a globalizací. Jeho funkcionální porozumění náboženství je silně ovlivněno systémovou teorií Niklase Luhmanna. V posledních dvaceti letech se jeho práce soustředí na otázku náboženství a globální migrace, zejména pak otázky náboženské diverzity a proměn identity u dalších generacích imigrantů.

### Religion and Globalization (1994)
V monografii Religion and globalization (Náboženství a globalizace) se Beyer zabývá vývojem náboženských systémů v globalizující se společnosti. První část knihy je teoretická, Beyer v ní zkoumá, zda procesy probíhající v pozdně moderní společnosti směřují výhradně k privatizaci náboženství, nebo zda mohou podporovat také zachování či navýšení společenského vlivu určitých náboženských forem. V druhé polovině knihy pak Beyer předkládá pět případových studií soudobého vývoje náboženství v globální společnosti: nové křesťanské pravice v Spojených státech, proudy Teologie osvobození v Latinské Americe, Islámskou revoluci v Íránu, nový náboženský sionismus v Izrael a náboženský environmentalismus.
Beyer ve své knize navazuje především na pojetí globalizace Rolanda Roberstona a na teorii sociálních systémů Niklase Luhmanna. Náboženství ve společnosti plní dvě role, které Luhmann je popisuje jako funkci (function) a projev (performance). Zatímco funkce náboženství je spjata s jeho transcendentní povahou, jeho projev je ve společnosti imanentní, je vetknut do sociální stratifikace, do vzdělávání a kultury a spoluutváří identitu. Mezi těmito rolemi existuje napětí i vzájemné posilování, které se podle Beyera v moderní globální společnosti projevuje dvěma způsoby: (1) Oblasti, které dříve obývali náboženští profesionálové (například péče o kolektivní vědění, léčení, vyšší vzdělání) zastávají v moderní společnosti experti z jiných funkcionálních domén. (2) Moderní podmínky vytvářejí množství různorodých hranic – zčásti ruší hranice teritoriální, zároveň ale nevedou k větší rovnosti. Náboženský holismus přestává mít možnost fungovat integračně jinak než na úrovni světa jako takového.
Světová náboženství mají podle Beyera tendenci spíše ovlivňovat směr, kterým se globalizace ubírá, než jí bránit. Ačkoli globální struktury podporují spíše privatizaci náboženství, tvoří také zároveň živnou půdu pro jejich nový veřejný vliv. V prostředí jednotné globální komunikace již není možné, aby si náboženství činilo nároky na univerzální zdroj smyslu pro komunitu. Náboženství na to podle Beyera odpovídají dvěma způsoby.
- Konzervativní proudy jdou podle Beyera směrem privatizace náboženství, mají tendenci zdůrazňovat tradiční pohled na trancendenci, často jako normativní odpověď na to, co přináší společnost. V globální společnosti jsou antisystémovým prvkem, neznamená to však, že by tím náboženství v globální společnosti ztrácelo význam, naopak jej často činí viditelnějším. Jako příklady uvádí Novou křesťanskou pravici v USA, hnutí sikhů v Paňdžábu a islámský fundamentalismus na Středním východě.
- Liberální proudy (například teologie osvobození) v globální společnosti za komunitu považují celé lidstvo, a za hlavní úkol náboženství považují inkluzi co největšího množství lidí ve prospěch této globální komunity.[4]

Oba dva směry přitom mohou vést k marginalizaci náboženství, ať už skrze to, že globální společnost obecně marginalizuje partikulární identity, tak v druhém případě skrze to, že debatu nenastavuje náboženský subsystém, nýbrž spíše systémy ekonomické a politické.

### Religions in Global Society (2006)
Kniha Religions in Global Society (Náboženství v globální společnosti) si klade za cíl zkoumat náboženství jako jeden ze subsystémů moderní společnosti a hledá teoretický rámec aplikovatelný v různých kulturních kontextech. V návaznosti na Rolanda Robertsona a jeho koncept glokalizace (pojetí globalizace jako dialogu mezi globálním a lokálním) pojímá Beyer proces utváření moderního náboženství jako proces reinterpretace, přemisťování vybraných tradic (či jejich prvků) a jejich mísení s prvky novými. Svou teorii podkládá popisem historického vývoje náboženství v různých regionech především od 18. do 20. století, na kterou aplikuje luhmannovský systémový pohled tak, aby odhalil podobnost ve výstavbě a fungování jednotlivých systémů.

### Výběr z další bibliografie
- Peter Beyer with Lori Beaman (ed.). Religion, Globalization, and Culture (2007). Brill Academic Publishers Leiden.
- Lori Beaman and Peter Beyer (ed.): Religion and Diversity in Canada (2008). Brill Academic Publishers. Leiden, January 2008.
- Peter Beyer with Rubina Ramji. Growing Up Canadian: Muslims, Hindus, Buddhists (2013). McGill-Queen's University Press. Montreal & Kingston.
- Peter Beyer. Religion in the Context of Globalization: Essays on Concept, Form, and Political Implication (2013). Routledge London.